# Società in accomandita semplice
La società in accomandita semplice (S.a.s.), nell'ordinamento italiano, è una società di persone che può esercitare sia attività commerciale sia attività non commerciale e che si caratterizza per la presenza di due categorie distinte di soci: il socio accomandatario e il socio accomandante.
La forma è molto simile alla limited partnership (LP) presente nell'ordinamento statunitense.

## Etimologia
Il termine "accomandita" deriva dal medievale accomandìgia, un istituto giuridico di origine longobarda (la prima parte della radice del termine è latina: comes, cioè "comitati", le comunità che componevano una gens). In base all'accomandigia, un soggetto (comune o signoria fondiaria) si metteva sotto il protettorato di un altro pari soggetto – altro comune o signoria – per un periodo di tempo determinato o in perpetuo. L'accomandigia era un atto giuridico di tipo personale. Nel tempo, l'obbligazione patrimoniale-finanziaria ha assunto valore anche all'interno di una società.

## Disciplina normativa
Essa è disciplinata dagli articoli 2313-2324 del codice civile (libro V), sul modello della società in nome collettivo con gli adattamenti resi necessari dalla presenza delle due categorie di soci.
L'atto costitutivo della società deve indicare espressamente i soci accomandatari e i soci accomandanti. Un eventuale creditore potrà rivalersi sul capitale della società (come per le società a responsabilità limitata) ed in parte sul patrimonio personale degli accomandatari.
Sono soggette nell'esercizio ad avere una partita IVA, un'iscrizione alla camera di commercio per le attività soggette ed un registro societario.
La s.a.s. si distingue dalla società in accomandita per azioni per il fatto che la prima fa parte della categoria delle società di persone e dunque ad essa si applica la disciplina della società in nome collettivo con i normali adattamenti previsti per la presenza di soci a responsabilità illimitata, mentre alla seconda viene applicata la disciplina della Società per Azioni, facendo parte della categoria delle società di Capitali.
Il capitale sociale della società in accomandita semplice è diviso in quote, in modo tale che ogni socio ha una quota di grandezza diversa, proporzionale ai conferimenti apportati. Le quote di partecipazione non possono mai essere costituite da azioni, come accade invece nelle società in accomandita per azioni.
Non possiedono personalità giuridica e di conseguenza hanno un'autonomia patrimoniale imperfetta.

## I soci
Sono di due tipi:
- soci accomandanti: sono coloro che "accomandano/consegnano" il potere gestionale a un amministratore. Essi rispondono delle obbligazioni contratte dalla società limitatamente alla quota conferita (responsabilità limitata). Al beneficio della limitazione della responsabilità corrisponde una rigida esclusione degli accomandanti dall'amministrazione della società (divieto d'immistione). Tale divieto prevede, in caso di violazione, oltre all'esposizione dell'accomandante al rischio di esclusione dalla società, la perdita del beneficio della responsabilità limitata. Lo stesso effetto si verifica nel caso in cui l'accomandante consenta che il suo nome sia compreso nella ragione sociale. In questo caso risponderà solidalmente e illimitatamente delle obbligazioni sociali (salvo il caso che abbia consentito che il nome permanga nonostante la cessione della quota), ma non assumerà la qualifica di accomandatario. Il divieto di immistione nella s.a.s. regolare non arriva ad escludere del tutto il socio dalla possibilità, seppur marginale, di partecipare alla gestione della società. Difatti, i soci accomandanti possono compiere atti di amministrazione ma solo in forza di procura speciale per singoli affari. Inoltre i soci accomandanti possono prestare la loro opera sotto la direzione degli amministratori e, se l'atto costitutivo lo consente, dare autorizzazioni e pareri per determinate operazioni e compiere atti di ispezione e sorveglianza. In ogni caso essi hanno diritto ad aver comunicazione annuale del bilancio e del conto dei profitti e delle perdite, nonché di controllarne l'esattezza, consultando i libri e gli altri documenti della società. Diversamente, nella s.a.s. irregolare il divieto di immistione assume invece carattere assoluto.[5] In inglese, sono detti "limited partner" e, come indica la parola stessa, hanno la responsabilità limitata.
- soci accomandatari: rispondono solidalmente ed illimitatamente per le obbligazioni sociali. Solamente ad essi è attribuita l'amministrazione/gestione (e la rappresentanza) della società, tale per cui cioè sono i manager della società.[6] In inglese, essi sono i "general partner".

## Testi normativi
- Codice civile italiano su wikisource